# Tomislav Paškvalin
Tomislav Paškvalin (* 29. August 1961 in Zagreb) ist ein ehemaliger jugoslawischer und später kroatischer Wasserballspieler. Er gewann zwei olympische Goldmedaillen und war einmal Weltmeister sowie zweimal Europameisterschaftszweiter.

## Karriere
Der 2,04 m große Tomislav Paškvalin spielte bis 1988 bei HAVK Mladost Zagreb und wechselte dann nach Italien.
Sein erstes großes internationales Turnier mit der Nationalmannschaft waren die Mittelmeerspiele 1983. Die Jugoslawen gewannen den Titel vor den Mannschaften aus Spanien und Italien. Im Jahr darauf siegten die Jugoslawen in ihrer Vorrundengruppe bei den Olympischen Spielen 1984 in Los Angeles. In der Finalrunde gewannen die Jugoslawen alle Spiele mit Ausnahme des Spiels gegen die Mannschaft aus den Vereinigten Staaten, das mit 5:5 endete. Die Jugoslawen erhielten die Goldmedaille wegen des gegenüber dem US-Team besseren Torverhältnisses. Tomislav Paškvalin erzielte im Turnierverlauf elf Tore, beim Spiel gegen die Vereinigten Staaten konnte er einen Treffer beisteuern.
Im Jahr darauf verloren die Jugoslawen bei der Europameisterschaft in Sofia nur ihr Auftaktspiel gegen Ungarn, gegen die sowjetische Mannschaft spielten die Jugoslawen unentschieden. Am Ende siegte die sowjetische Mannschaft vor den Jugoslawen und der deutschen Mannschaft. 1986 bei der Wasserball-Weltmeisterschaft in Madrid besiegten die Jugoslawen die sowjetische Mannschaft im Halbfinale mit 9:8. Im Finale gewannen die Jugoslawen mit 12:11 gegen die italienische Mannschaft, wobei Paškvalin im Finale zwei Treffer erzielte. Die Europameisterschaft 1987 in Straßburg wurde wie 1985 in einer Gruppe ausgetragen, jedes Team musste gegen jedes andere Team antreten. Letztlich gewann die sowjetische Mannschaft mit sechs Siegen und einem Unentschieden vor den Jugoslawen mit fünf Siegen und zwei Unentschieden sowie den Italienern. Im gleichen Jahr belegte Paškvalin mit der jugoslawischen Mannschaft den dritten Platz bei der Universiade in Zagreb. Bei den Olympischen Spielen 1988 in Seoul gewannen die Jugoslawen ihre Vorrundengruppe trotz einer 6:7-Niederlage gegen die Mannschaft aus den Vereinigten Staaten. Nach einem 14:10 gegen Deutschland im Halbfinale trafen die Jugoslawen im Finale wieder auf das US-Team und gewannen diesmal mit 9:7. Paškvalin warf im Turnierverlauf sechs Tore, davon zwei im Halbfinale.
Tomislav Paškvalin spielte bis 1989 in der jugoslawischen Nationalmannschaft, ab 1992 trat er für die kroatische Nationalmannschaft an. 1993 gewann er mit der kroatischen Mannschaft die Silbermedaille bei den Mittelmeerspielen hinter der italienischen Mannschaft.